# ベーリング海

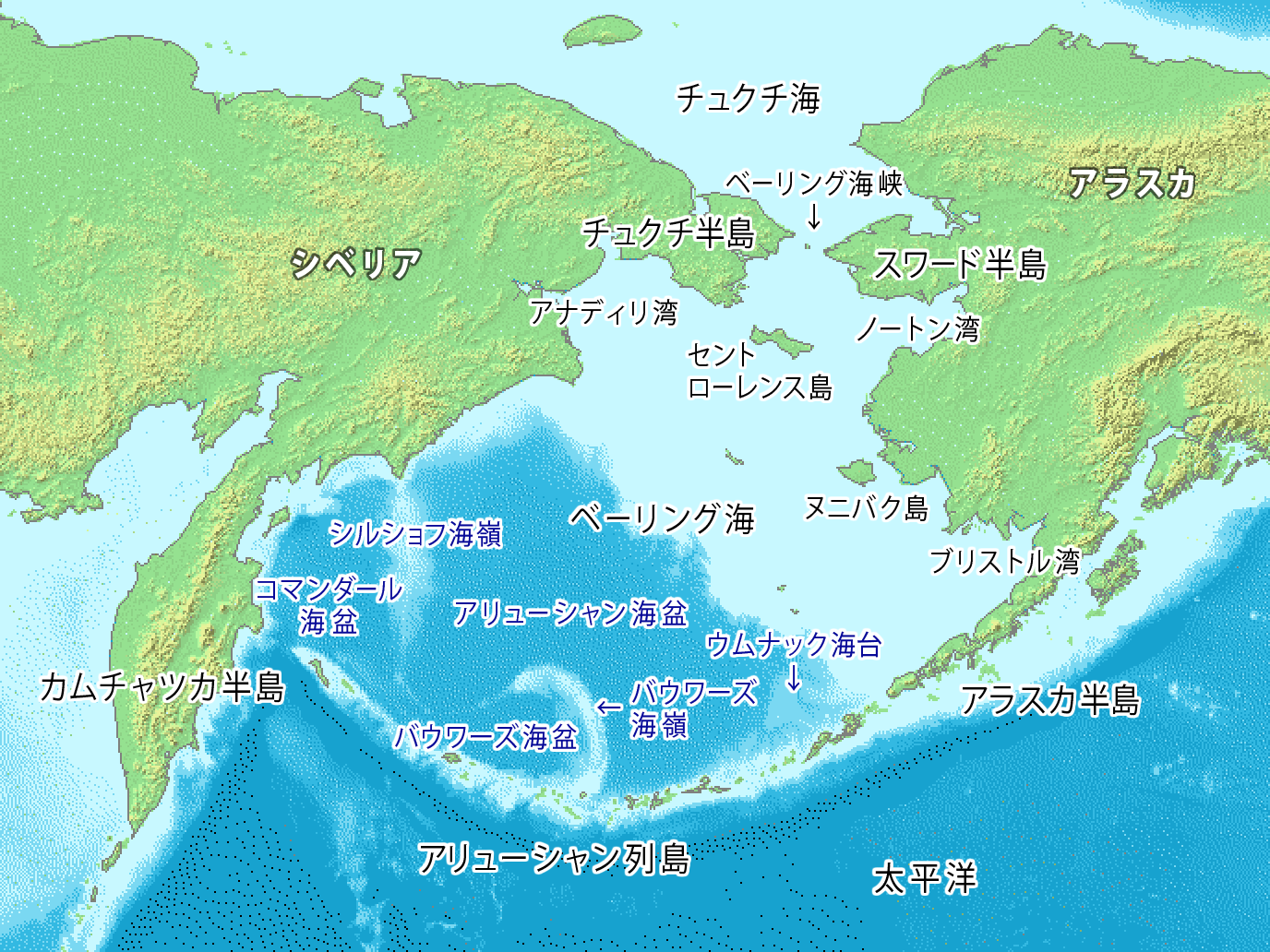
ベーリング海周辺の主要地形。

ベーリング海（ベーリングかい、英語:Bering Sea、ロシア語:Берингово море）は、カムチャツカ半島とチュクチ半島、スワード半島、アラスカ本土、アラスカ半島、アリューシャン列島に囲まれた太平洋最北部の海。
セントローレンス島、ヌニヴァク島、プリビロフ諸島などの島があり、ベーリング海峡で北極海に繋がる。面積は231万km2。
都市は、アメリカ側のアラスカ州にはノームなどが、ロシア側のチュクチ自治管区にはアナディリがある。ベーリング海内の湾には、ロシア側のアナディリ湾、アメリカ側のブリストル湾、ノートン湾などがある。
サケやカニなどの好漁場として知られているが、暴風や巨大波が多く、日本近海と同じく海難事故が多い、危険な海である。
名称は、ヨーロッパ人として初めてユーラシア大陸とアメリカ大陸が海により分断されていることを発見した、ヴィトゥス・ベーリングに因む。

## 海底地形

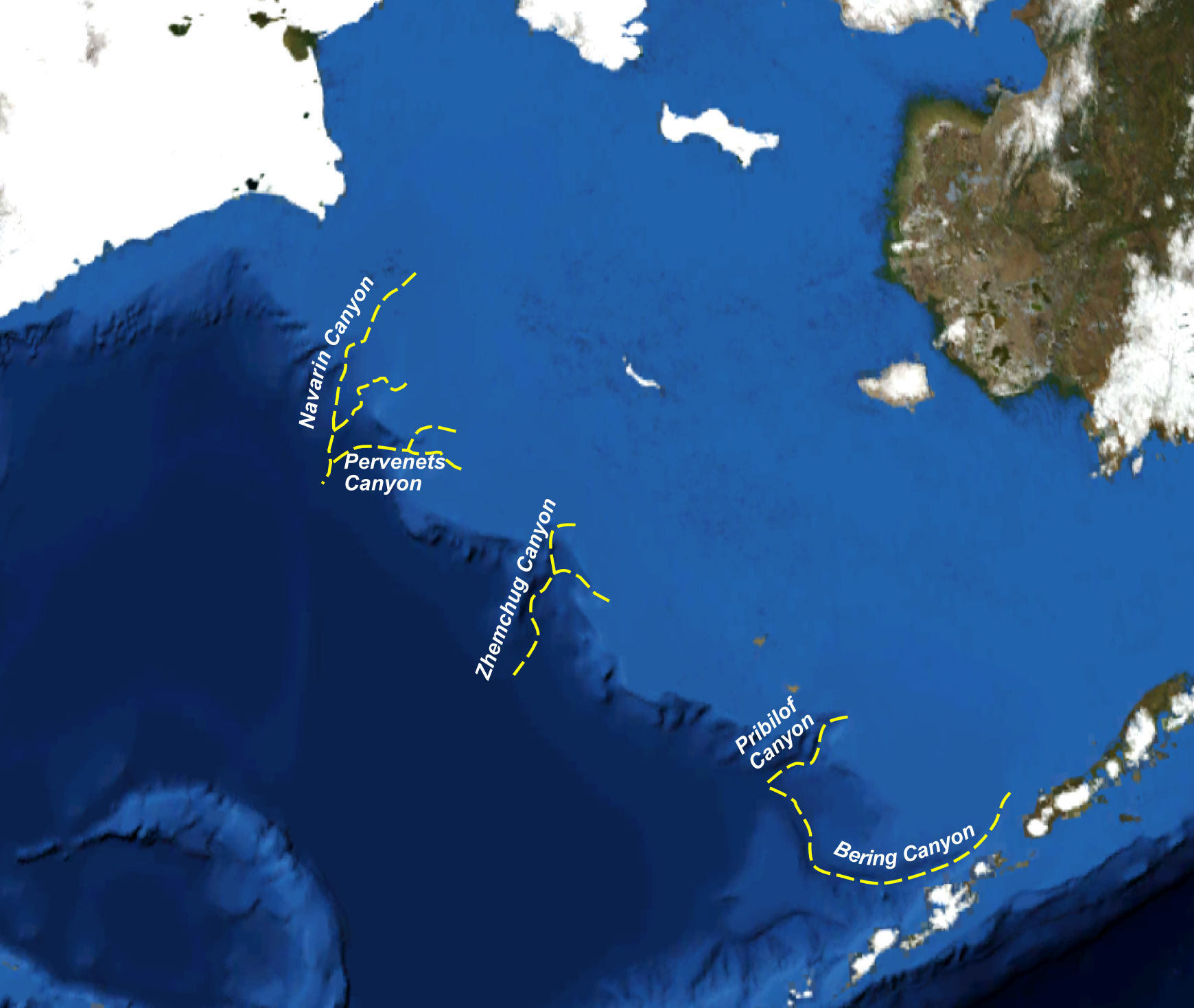
大陸棚と海底谷
Navarin Canyon
Zhemchug Canyon
Pribilof Canyon
Bering Canyon

ベーリング海北部には水深の浅い大陸棚が発達している。
- アリューシャン海盆（英語版）
- バウワーズ海嶺（英語版）
- バウワーズ海盆
- シルショフ海嶺（英語版）
- コマンダール海盆（英語版）
- ウムナック海台

## 主な出来事
- 1970年4月21日に稚内市の底引網漁船第67日東丸（96トン）が、ウニマク島北側約100km沖合の海域で大時化（おおしけ）のため沈没、17人が死亡。4月23日にも小樽市の底引網漁船第30淡路東丸（96トン）が同海域で波浪のため沈没、18人が死亡[1]。